# Gheorghiță Ciocioi
Gheorghiță Ciocioi (* 11. November 1964 im Kreis Teleorman) ist ein rumänischer Ethnologe, Publizist und Übersetzer. Er ist Doktor der Philologie an der Universität Bukarest (die Doktorarbeit mit dem Titel „Corpusul baladei jertfei zidirii din spatial slav sud-dunarean“) und ist spezialisiert auf kulturelle Anthropologie und Folklore.
Gheorghiță Ciocioi hat besonderes Interesse an der rumänischen, balkanischen und slawischen Ethnologie und Religion (Balladen, Legenden, Weihnachtslieder, Hagiographie, Mentalität, historische Beziehungen zwischen “Târnovo” und die Rumänische Länder Patriarchat und die Metropolitankirche, die medio-Bulgarische Literatur, die Chronik des religiösen zeitgenössischen Lebens). Er hat viele Bücher, Artikel und Übersetzungen über diese Themen veröffentlicht. Zwischen 2014 und 2015 hatte er ein Forschungsstipendium über die Forschung der süddonauischen Balladen von der Rumänischen Akademie erhalten.

## Veröffentlichungen
- Ghidul mănăstirilor din Basarabia. Editura Arca învierii, Bukarest 2004, ISBN 973-85077-5-8.
- Meșterul Manole - portret sud-dunărean; prefață prof. univ. dr. Silviu Angelescu. Editura Sophia, Bukarest 2012, ISBN 978-973-136-317-2.
- Școala de înviat morți. Editura Lumea credinței, Bukarest 2013, ISBN 978-606-93222-2-2.
- Gheorghiță Ciocioi, Les premières versions de la ballade du sacrifice au sud du Danube dans les collections folkloriques bulgares. In: Diversité et identité culturelle en Europe. ISSN 2067-0931, An XII, nr. 1, 2015, S. 291–302.

| Personendaten    | Personendaten                                   |
| ---------------- | ----------------------------------------------- |
| NAME             | Ciocioi, Gheorghiță                             |
| KURZBESCHREIBUNG | rumänischer Ethonolge, Publizist und Übersetzer |
| GEBURTSDATUM     | 11. November 1964                               |
| GEBURTSORT       | Kreis Teleorman                                 |